# دالي أ. أندرسون
دالي أ. أندرسون (بالإنجليزية: Dale A. Anderson)‏ هو مهندس أمريكي، ولد في 11 أغسطس 1936.